# Sphoeroides yergeri
Sphoeroides yergeri är en fiskart som beskrevs av Shipp 1972. Sphoeroides yergeri ingår i släktet Sphoeroides och familjen blåsfiskar. Inga underarter finns listade i Catalogue of Life.